# Route départementale 36 (Essonne)
Pour les articles homonymes, voir Route départementale 36.
La route départementale 36 est une route départementale située dans le département français de l'Essonne et dont l'importance est aujourd'hui restreinte à la circulation routière locale.

## Histoire
La route départementale 36, commune aux départements de l'Essonne et des Yvelines, constitue l'ancienne voie de liaison entre Palaiseau et les routes nationales 10 et 12 à Trappes, autrefois toutes deux situées dans le seul département de Seine-et-Oise.

## Itinéraire
La route départementale 36 démarre son trajet dans l'Essonne à la frontière avec Châteaufort.
- Villiers-le-Bâcle : elle démarre à l'extrême ouest de la commune et rencontre la route départementale 938 pour devenir la Route de Châteaufort jusqu'à l'intersection avec la route départementale 6 où elle devient le Chemin de Palaiseau.
- Saclay : elle conserve son appellation précédente et longe par le nord le site du commissariat à l'énergie atomique. Elle rencontre au carrefour giratoire dit du Christ de Saclay la route départementale 446 et la route départementale 306 avant de devenir la Route départementale. Un pont routier permet de franchir la route nationale 118. Elle longe par le sud le centre-ville et rencontre la route départementale 60 pour devenir la Route de Saclay et quitter le territoire.
- Vauhallan : elle marque la frontière sud-ouest du territoire avec l'appellation précédente.
- Palaiseau : elle entre par l'ouest en conservant l'appelation précédente et rencontre la route départementale 128 avant de longer par le nord le campus de l'École polytechnique. Elle rencontre une intersection avec l'autoroute A126. Elle longe sur le tronçon historique en partant vers le sud-est et le centre-ville avec l'appellation précédente puis Rue Maurice-Berteaux. Elle se termine à l'intersection avec la route départementale 117 (Avenue des Alliés).